# Pseudoeurycea bellii
El tlaconete clapejat (Pseudoeurycea bellii) és una espècie de salamandra de la família Plethodontidae endèmica de Mèxic.
Els seus hàbitats naturals són els boscos temperats, tropicals o subtropicals secs, els montans, les plantacions, els jardins rurals i les zones prèviament boscoses ara molt degradades.
Està amenaçada de perill d'extinció.